# Гірські дощові ліси Східної Яви та Балі
Гірські дощові ліси Східної Яви та Балі (ідентифікатор WWF: IM0112) — індомалайський екорегіон тропічних та субтропічних вологих широколистяних лісів, розташований в горах Яви та Балі.

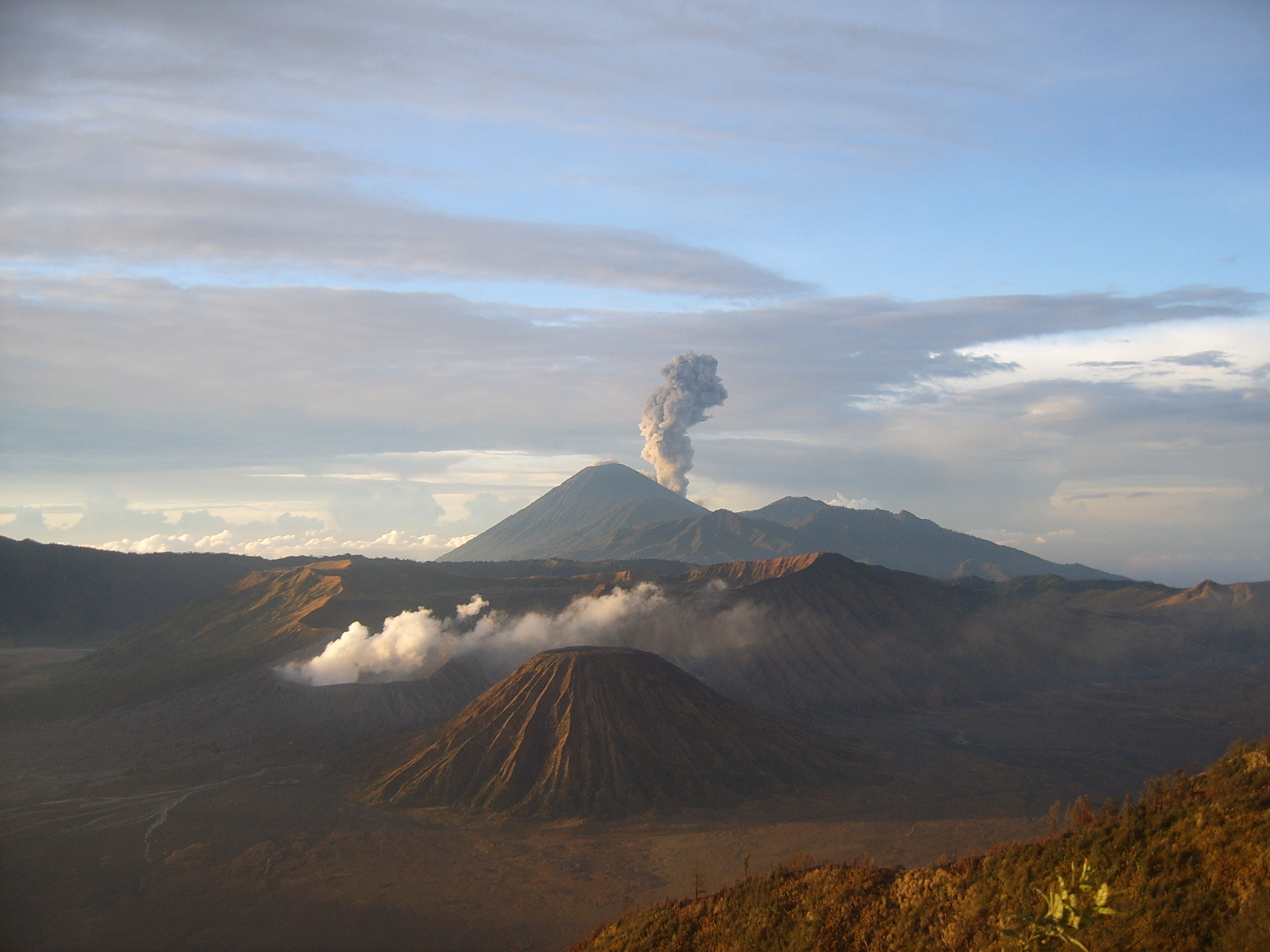
Виверження вулкана Семеру

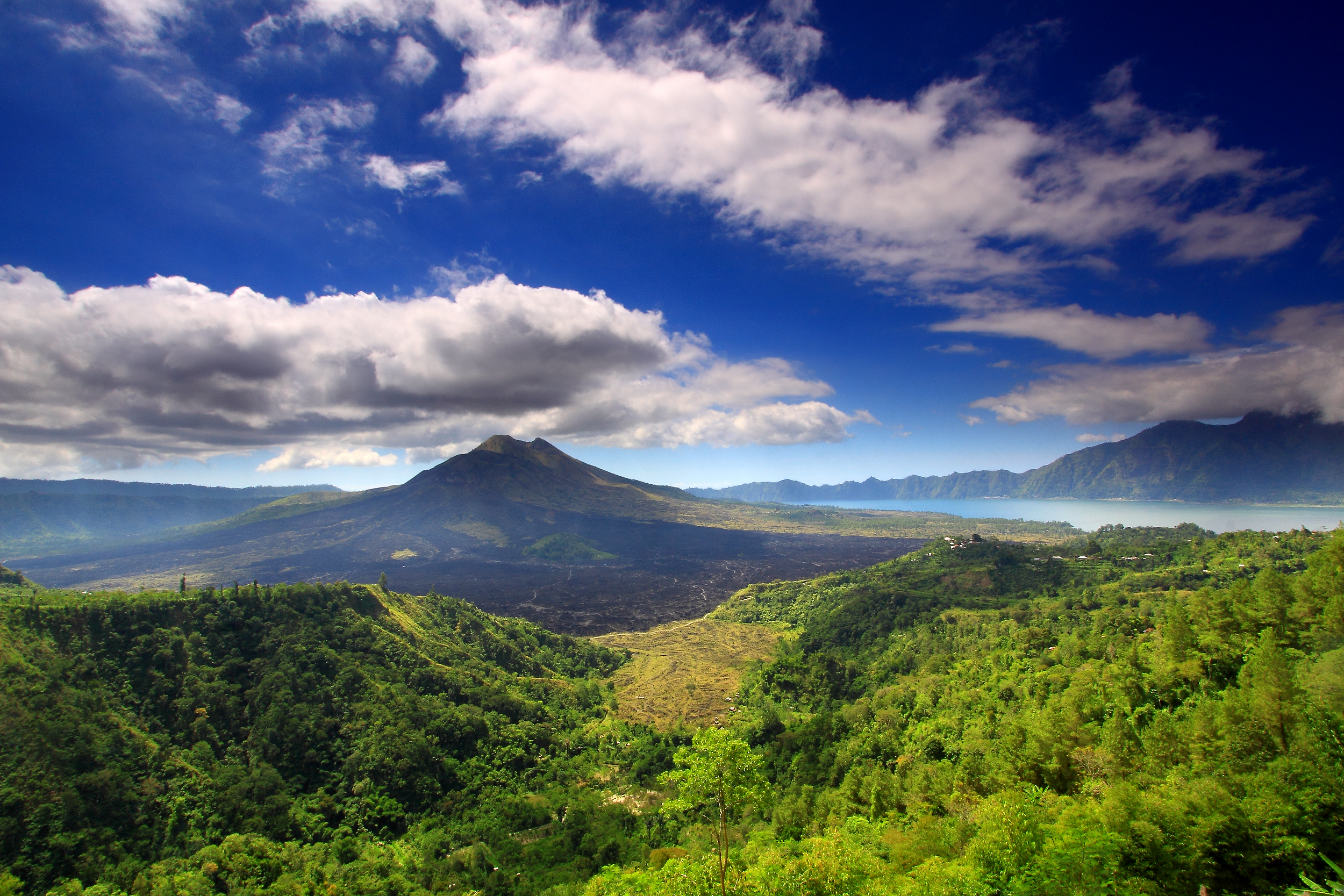
Гора Батур (вулкан) у високогір'ях Балі

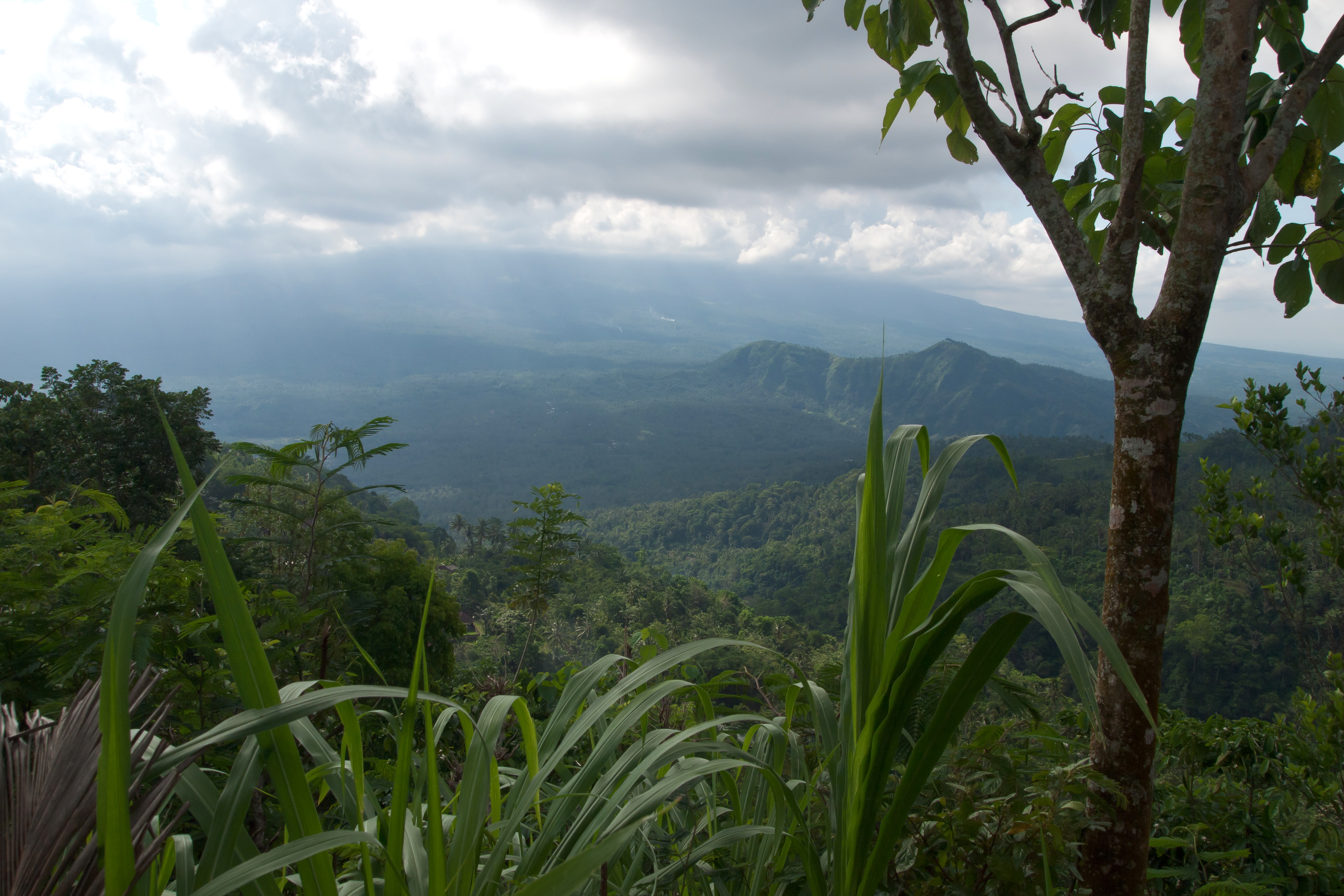
Дощовий ліс на горі Лемпуянг (Балі)

## Географія
Екорегіон гірських дощових лісів Східної Яви та Балі охоплює високогір'я, розташовані у східній частині острова Ява в групі Великих Зондських островів та на острові Балі, найзахіднішому в групі Малих Зондських островів. На відміну від західної та центральної частини Яви, вулкани Східної Яви переважно не формують великих гірських плато, а натомість простягаються на 350 км із заходу на схід, перемежовуючись долинами. На сході Яви розташовані вулкани Лаву, Келуд, Каві, Бутак, Арджуна, Бромо, Семеру, Іянг-Аргапура та Раунг (із заходу на схід). Найвищою вершиною екорегіону та всієї Яви є гора Семеру заввишки 3676 м. У внутрішніх районах Балі також розташовані кілька вулканів, зокрема вулкан Агунг заввишки 3031 м, та вулкан Батур заввишки 1717 м, розташований в центрі великої кальдери. Вулкани регіону повністю оточені дощовими лісами Східної Яви та Балі, які поширені на висоті до 1000 м над рівнем моря.
Вулканічний острів Ява утворився понад 26 мільйонів років тому внаслідок субдукції Індо-Австралійської плити під Зондську плиту. Острів Балі набагато молодший: він утворився лише 3 мільйони років тому. З геологічної точки зору основу регіону складають третинні та четвертинні вулканічні породи, алювіальні відклади та підняті коралові вапняки. Вулканічна активність на островах триває. Загалом на Яві є 112 вулканів, з яких 35 є діючими. Вулкан Семеру, найвища вершина Яви, востаннє вивергався у 2022 році, а вулкан Агунг, найвища вершина Балі, — у 2019 році. Загалом в горах екорегіону розташовано більше активних вулканів, ніж будь-де у світі.

## Клімат
В межах екорегіону переважає мусонний клімат (Am за класифікацією кліматів Кеппена) або екваторіальний клімат (Af за класифікацією кліматів Кеппена), а на найвищих гірських вершинах — високогірний субтропічний клімат (Cwb за класифікацією Кеппена). Температура в горах знижується з висотою і в середньому становить 21 °C, але на найвищих вершинах іноді може опускатися до 0 °C. Клімат Східної Яви та Балі більш сухий, ніж клімат Західної Яви: середньорічна кількість опадів тут коливається від 1500 до 4000 мм. Сезонність опадів зростає із заходу на схід. З жовтня по квітень в регіоні триває сезон дощів, а з травня по вересень — сухий сезон.

## Флора
Основними лісовими угрупованнями екорегіону є вічнозелені дощові ліси, напіввічнозелені дощові ліси та гірські тропічні ліси, розподіл яких залежить від кількості опадів, ґрунтів та висоти над рівнем моря. 
Дощові ліси здебільшого поширені на нижчих висотах екорегіону і загалом подібні до дощових лісів, поширених у низинах. Тут переважають гнучкі хлібні дерева (Artocarpus elasticus) з родини Шовковицеві (Moraceae), жовті махагоні (Epicharis parasitica) і звичайні лангсати (Lansium domesticum) з родини Мелієві (Meliaceae) та міцні планшонії (Planchonia valida) з родини Лецитисові (Lecythidaceae). У більш сухих районах, де середньорічна кількість опадів коливається від 1500 до 4000 мм, а сухий сезон триває від 4 до 6 місяців, поширені вологі листяні ліси, частина дерев у яких складають листя під час сухого сезону. Серед дерев, що найчастіше зустрічаються у листяних лісах Яви та Балі, слід відзначити пухнастий хомаліум (Homalium tomentosum), індійську альбіцію (Albizia lebbekoides), білокору акацію (Vachellia leucophloea), повстисту акацію (Vachellia tomentosa), малабарську баугінію (Piliostigma malabaricum), золотий дощ (Cassia fistula), п'ятистовпчикову ділленію (Dillenia pentagyna), голоцвітий тетрамелес (Tetrameles nudiflora), білий сіріс (Ailanthus integrifolia) та амлу (Phyllanthus emblica). В підліску цих лісів зустрічається багато трав'янистих рослин.
Приблизно на висоті 1200 м над рівнем моря перестають зустрічатися види, поширені на рівнинах і в передгір'ях та спостерігається флористичний перехід до гірських тропічних лісів. У низькогірських лісах регіону переважають дуби (Quercus spp.), літокарпуси (Lithocarpus spp.) та кастанопсиси (Castanopsis spp.) з родини букових (Fagaceae), а також різні дерева з родини лаврових (Lauraceae). Також тут добре представлені родини Магнолієві (Magnoliaceae), Чарівногоріхові (Hamamelidaceae) та Подокарпові (Podocarpaceae). У низькогірській зоні поширені деревоподібні папороті, а також зустрічаються поодинокі емерджентні дерева, зокрема високі расамали (Liquidambar excelsa) та деякі ногоплідники (Podocarpus spp.).
На висоті понад 1800 м над рівнем моря поширені високогірні хмарні ліси, які характеризуються велетенською кількістю мохів, що ростуть на будь-яких поверхнях. У високогірних лісах переважають невисокі черепичні дакрикарпуси (Dacrycarpus imbricatus) та чагарники з родини вересових (Ericaceae), зокрема різні види рододендронів (Rhododendron spp.), чорниць (Vaccinium spp.) та гаультерій (Gaultheria spp.). На найвищих вершинах екорегіону, на висоті понад 3000 м над рівнем моря, поширені невисокі одноярусні субальпійські чагарники рододендрону (Rhododendron spp.) та чорниці (Vaccinium spp.). У субальпійській зоні пишно цвітуть яванські едельвейси (Anaphalis javanica), а також різні види анемон (Anemone spp.), айстр (Aster spp.), барбарисів (Berberis spp.), підмаренників (Galium spp.), гаультерій (Gaultheria spp.), жимолості (Lonicera spp.), первоцвітів (Primula spp.), рододендронів (Rhododendron spp.), веронік (Veronica spp.) та фіялок (Viola spp.).
Загалом ліси Східної Яви та Балі вирізняються більшим біорізноманіттям, ніж ліси Західної Яви. Так, майже всі види яванських орхідей (Orchidaceae) зустрічаються на заході острова, тоді як на сході Яви ці рослини відсутні. Це головним чином пов'язано з тим, що на заході Яви переважають постійно вологі дощові ліси, а на сході острова — мусонні ліси, у яких домінують більш стійкі до посухи види. Подібне зменшення біорізноманіття із заходу на схід також спостерігається у фауні острова.

## Фауна
В горах Східної Яви та Балі мешкають близько 60 видів ссавців, зокрема дуже рідкісні яванські леопарди (Panthera pardus melas), гірські куони (Cuon alpinus), азійські мусанги (Paradoxurus hermaphroditus), смугасті лінзанги (Prionodon linsang), яванські мангусти (Urva javanica), яванські харзи (Martes flavigula robinsoni), індійські мунтжаки (Muntiacus muntjak), смугасті свині (Sus scrofa vittatus), макаки-крабоїди (Macaca fascicularis), чорні велетенські білки (Ratufa bicolor), чорносмугі білки (Callosciurus nigrovittatus), трисмугі земляні білки (Lariscus insignis), яванські тупаї (Tupaia javanica) та зондські білозубки (Crocidura monticola). Раніше на Балі зустрічалися балійські тигри (Panthera tigris balica), однак ці тварини вимерли в середині XX століття. Яванські тигри (Panthera tigris sondaica), найбільші хижаки Яви, також вважаються вимерлими, однак деякі свідчення вказують на те, що вони могли зберегтися у віддалених районах острова.
Майже ендемічними представниками екорегіону, які також зустрічаються в низинах Яви або в горах на заході острова, є яванські лутунги (Trachypithecus auratus), яванські оленьки (Tragulus javanicus), яванські харсуни (Melogale orientalis), яванські мустели (Mustela lutreolina), ніобські земляні білки (Lariscus niobe), товстохвості білозубки (Crocidura brunnea) та яванські безхвості крилани (Megaerops kusnotoi). Ендемічні ссавці в екорегіоні відсутні.
Орнітофауна екорегіону нараховує близько 215 видів птахів. Серед птахів, поширених у високогір'ях регіону, слід відзначити яванських горлиць (Macropygia ruficeps), гірських пінонів (Ducula badia), зондських зозуль (Cuculus lepidus), яванських яструбів (Accipiter virgatus), гірських вівчариків (Phylloscopus trivirgatus), малих тимелій-куцохвостів (Pnoepyga pusilla), сундайських очеретянок (Horornis vulcanius), темноголових баблерів (Pellorneum pyrrogenys), світлобрових турдинул (Napothera epilepidota), блакитних повзиків (Sitta azurea), короткохвостих шпаків-малюків (Aplonis minor), священних бео (Gracula religiosa), індонезійських квічалів (Zoothera andromedae), мінливоперих дроздів (Turdus poliocephalus), білобрових мухоловок (Ficedula hyperythra), сизих алікорто (Brachypteryx montana), бамбукових папужників (Erythrura hyperythra) та острівних щедриків (Chrysocorythus estherae), частина з яких представлена ендемічними підвидами.
Майже ендемічними представниками екорегіону є яванські куріпки (Arborophila javanica), індонезійські горлиці (Macropygia emiliana), яванські вінаго (Treron griseicauda), рожевоголові тілопо (Ptilinopus porphyreus), яванські пінони (Ducula lacernulata), скельні дрімлюги (Caprimulgus pulchellus), вулканійські салангани (Aerodramus vulcanorum), яванські орли-чубані (Nisaetus bartelsi), яванські сплюшки (Otus angelinae), яванські альціони (Halcyon cyanoventris), вогнистолобі бородастики (Psilopogon armillaris), мінливобарвні бородастики (Psilopogon australis), жовтогорлі кориліси (Loriculus pusillus), вогнисті личинкоїди (Pericrocotus miniatus), чорнощокі шикачики (Coracina larvata), яванські шикачики (Coracina javensis), білокрилі оругеро (Lalage sueurii), білоброві янчики (Pteruthius flaviscapis), рудолобі янчики (Pteruthius aenobarbus), сундайські свистуни (Pachycephala fulvotincta), яванські куцокрили (Locustella montis), зеленокрилі оливники (Ixos virescens), золотоброві бюльбюлі (Pycnonotus bimaculatus), сірощокі бюльбюлі-бородані (Alophoixus bres), білочереві скриточуби (Phylloscopus grammiceps), жовточереві окулярці (Heleia javanica), яванські окулярники (Zosterops melanurus), чорносмугі тимелії-темнодзьоби (Cyanoderma melanothorax), біловолі тимелії-темнодзьоби (Stachyris thoracica), гірські нільтави (Cyornis banyumas), індигові мухоловки (Eumyias indigo), яванські вилохвістки (Rhipidura euryura), рудогузі вилохвістки (Rhipidura phoenicura), сірі вилохвістки (Enicurus velatus), яванські аренги (Myophonus glaucinus), темно-сірі квіткоїди (Dicaeum sanguinolentum), яванські сіпараї (Aethopyga eximia), білочереві сіпараї (Aethopyga mystacalis) та сіроволі павуколови (Arachnothera affinis). Ендеміками високогір'їв Східної Яви є суматранські куріпки (Arborophila orientalis).

## Збереження
Близько трьох чвертей лісів екорегіону були знищені, а фрагментовані залишки природної рослинності переважно обмежені стрімкими вулканічними схилами. Вирубка лісів призводить до втрати важливих екосистемних послуг, особливо водних, зокрема збільшує стік поверхневих вод та ерозію під час сильних мусонних дощів, а також порушує поповнення ґрунтових вод. Основою загрозою для збереження природи регіону є подальша вирубка лісів та браконьєрство.
Оцінка 2017 року показала, що 1525 км², або 10 % екорегіону, є заповідними територіями. Природоохоронні території включають Національний парк Бромо-Тенггер-Семеру та Національний парк Меру-Бетірі.